# Peter Rosegger
Peter Rosegger (Alpl, Stájerország, Osztrák Császárság, 1843. július 31. – Krieglach, Stájerország, Osztrák–Magyar Monarchia, 1918. június 26.) osztrák költő, író.
Bár csak egy kisebb tartomány, a stájer földi északi hegyvidék és népélet ábrázolására szorítkozott, kora legnagyobb osztrák írói közé emelkedett. Írói pályája jó példa a folklór és az irodalom érintkezésére is.

## Élete
Mürzzuschlag mellett, a kis Alm hegyi majorságban, egy zsellércseléd és egy szénégető lány fiaként született. Inasnak adták egy vándor foltozó-szabóhoz, aki a tanyákat, majorokat látogatta. Heteket töltött egy-egy parasztcsalád körében. Miután felszabadult, még négy évig élt hasonló viszonyok között, megismerve a környék hajlékait és a bennlakók szegényes életét. Az embereknek elmesélte történeteit, nótákat rögtönzött citerajátékához, nevét megismerte a helyi nép. Elmondása szerint 1858-ban egy kalendárium irodalmi közlései között olvasta August Silberstein bécsi író egy parasztnovelláját, ez ébresztett benne vágyat az írásra. Végre felfigyeltek rá magasabb körökben is, felkarolták, tanítatták, de a nagyvilág idegen maradt számára. Kapcsolatba került Robert Hamerling, Ludwig Anzengruber és más írókkal, ez nagy lendületet adott írói tehetségének. 1876-tól kezdve saját folyóiratot adott ki Heimgarten címen, melyet nagyrészt egymaga töltött meg élénk, valós – néha stájer nyelvjárásban írt – történeteivel. Szülőhelyétől nem tudott igazán elválni. Krieglachban villát épített magának, ott halt meg az első világháború végén. Egykori háza ma múzeum. 

## Írói munkássága
Mesélőkedve kifogyhatatlan volt, de általában csak arról szólt, amit maga látott, hallott. Megható, tragikus, tréfás esetek ezreit írta meg, minden túldíszítettség nélkül. Az erdő, a szegény egyszerűség és a hegyvidék különös lakossága szól belőlük; képzelete friss, írásmódja könnyed. A történeteit átható hangulat is a népköltésből való. Az eltanult érzelgősség idegen tőle, természetleírásai elütnek a megszokott irodalmitól. Ősi primitív fogékonysággal éli át és adja vissza a természet nyelvét. Írásaiból a nép ismerete és szeretete árad.
Összes műveinek sorozata a néprajznak és a folklórnak is kincsesbányája. Heimgarten című folyóiratában számos szakszerű néprajzi dolgozata is megjelent. Köztük: Az alpin mázas kemencéről, XVII. évf; Kenyérsütés módjai, XXX. évf.; Parasztok házi ünnepei,  III., V. és XVI. évf.; Halotti énekek, IV., VI., XIII., XV. évf.; Vallásos népművészetről XVII. évf.; „Marterl" táblák (szerencsétlenség vagy bűntett színhelyén felállított táblák festett képekkel és versekkel) IV. évf.; Sorozatos közlés népi színjátékokról: IV., V., VII., IX., XII., XVI., XXIV., XXVIII., XXXV. évf.; Az  alpin parasztház és részei III., VII., XIX., XXV., XXXI. évf.; stb.

## Művei

### Verseskötetek
- Citera és cimbalom, 1870
- Az én dalom, 1911
- Stájer fegyveráldás, (Ottokar Kernstockkal), 1916

### Novelláskötetek
- Buch der Novellen (3 kötet)
- Sonderlinge aus den Alpen
- Der Schelm in den Bergen (2 kötet)

### Regények
- Die Schriften des Waldschulmeisters, 1875 (Az erdei iskolamester írásai)[8]
- Heidepeters Gabriel, 1882 (Heidepeters Gabriel)
- Der Gottsucher, 1883 (Isten keresője)
- Jakob der Letzte, 1888 (Az utolsó Jákob)
- Peter Mayr. Der Wirt an der Mahr, 1891 (Peter Mayr. A földesúr a Mahr-nál)
- Das ewige Licht, 1897 (Az örök fény)
- Erdsegen, 1900 (Föld áldása)
- Weltgift, 1901 (Világméreg)
- Inri, 1905 (Inri)
- Die Försterbuben, 1907 (Az erdész fiúk)
- Martin der Mann, 1908 (Martin, az ember)
- Die beiden Hänse (A két Hans)

### Önéletrajzi művek
- Waldheimat, 1877 (Erdei otthon)
- Mein Weltleben, 1898, 1914 (Világéletem)
- Schriften in Steirischer Mundart, 1907 (Betűtípusok stájer nyelvjárásban)

Gesammelte Werke (40 Bände), 1913–1916 (Összegyűjtött művek, 40 kötet).

## Magyarul
- Petike, Elbeszélések; vál., ford. Kőrösi Henrik; Szt. István Társulat, Bp., 1904
- Eszmék a nevelésről; bev., ford. Tamás Károly, Peter Rosegger: Der Schriften des Waldschulmeisters c. műve nyomán; Botschar Ny., Beszterce, 1908
- Amikor még parasztgyerek voltam...; ford. Nyireő Éva;  Tarka Könyvek, Bp., 1921 (Tarka Könyvek I. sorozat)
- I. N. R. I.; Peter Rosegger regénye után filmre írta Robert Wiene; Szfinksz, Bp., 1923 (Filmkönyvek)
- Adalbert Stifter: Hegyikristály. Két régi osztrák karácsonyi történet / Peter Rosegger: Karácsony éjszakáján; ford. Tandori Dezső; Eri, Budapest, 2005